# السلمانی
السلمانی یک منطقهٔ مسکونی در لیبی است که در بنغازی واقع شده‌است.